# Леман, Александр Адольфович
Александр Адольфович Леман (нем. Alexander Adolph Lehmann, 1814—1842) — русский учёный-естествоиспытатель, ботаник, энтомолог, путешественник.

## Биография
Родился 18 (30) мая 1814 года в Дерпте. Получил начальное образование под руководством отца, известного в своё время врача. С детства отличался любознательностью и склонностью к естественным наукам.
В 1833 году поступил на естественный факультет Дерптского университета и в течение университетского курса ежегодно летом совершал экскурсии в окрестностях Дерпта. По окончании обучения в 1837 году, по предложению своего руководителя профессора Карла Эрнста фон Бэра присоединился к экспедиции на Новую Землю. Осенью того же года вернулся в Санкт-Петербург и в 1838 году был приглашён В. А. Перовским исследовать Оренбургский край.
Зимой 1839 года участвовал в Хивинском походе в составе отряда Перовского, а весной 1840 года отправился на восточный берег Каспийского моря и в окрестностях Ново-Александровска постоянно производил различные экскурсии; собрал богатые материалы и коллекции фауны и флоры в Северном Приаралье и на Мангышлаке, затем произвёл исследование южных склонов Урала и степей вплоть до Златоуста.
Зиму 1840—1841 гг. Леман провёл в Оренбурге, занимаясь приведением в порядок собранных предметов. Когда весной 1841 года была отправлена в Бухару миссия под руководством  Бутенева, к ней, как естествоиспытатель, присоединился и Леман, проведя в Бухаре и её окрестностях более года. За это время им были собраны обширные данные о Бухарском ханстве и Кызылкумах, сделано первое описание Зеравшанской долины. Возвращаясь домой, он заболел в дороге, без сознания был доставлен в городскую больницу Симбирска, где и умер 30 августа (11 сентября) 1842 года на 28-м году жизни.
Его очень ценные исследования при жизни не были изданы. Часть своих материалов Леман завещал Академии наук, свои ботанические коллекции он передал профессору ботаники в Дерптском университете А. С. Бунге, остальные материалы и описания путешествий были изданы после его смерти его товарищами-академиками. В частности, в 1852 году его записки появились в Beiträge zur Kenntniss des Russischen Reiches und der angränzenden Länder Asiens. Его путешествие в Бухару, познакомило учёный мир с почти неизвестным ранее бытом бухарцев. Собранные Леманом зоологические и геогностические коллекции были описаны К. Э.фон Бэром и Ф. Ф. Брандтом.
Несмотря на свою короткую жизнь, Александр Леман успел обогатить отечественную ботанику более чем 180 новыми видами и 20 ранее не описанными родами растений. Его имя получили восемнадцать открытых им растений. О размере ботанической коллекции ученого говорит тот факт, что на её полную обработку Российской Академии наук потребовалось восемь лет. Коллекция насекомых Средней Азии, собранная, в основном, в долине Зеравшана, включала в себя свыше тысячи видов. Огромному вкладу натуралиста-первопроходца отдали дань многие русские учёные-биологи: имя Лемана дано роду растений Александра, характерному для Средней Азии виду зайца и горной туркестанской ящерице — агаме.
В честь Лемана А. А. названы: остров около западного побережья северного острова Новой Земли в районе залива Рогачёва (Назвала экспедиция А. К. Цивольки 1839 года), мыс на Баренцевском побережье северного острова Новой Земли южнее губы Крестовой (Скорее всего, также назвала экспедиция А. К. Цивольки) и мыс в заливе Миддендорфа берега Харитона Лаптева на Таймыре {Назван Русской полярной экспедицией).